# Isaac Tigrett
Isaac Tigrett (ur. 1947) – pochodzący z Jackson w stanie Tennessee biznesmen, założyciel Hard Rock Cafe i House of Blues.
14 czerwca 1971 razem z Peterem Mortonem założył pierwszą restaurację Hard Rock Cafe (HRC) w modnej dzielnicy Londynu, Mayfair. Styl restauracji to kombinacja muzyki rockowej, memorabiliów powiązanych z rock 'n rollem i amerykańskiej kuchni. Pomysł kawiarnio-muzycznego muzeum podchwycił i wkrótce w wielu miejscach globu powstały oddziały tej restauracji. HRC było pierwszą tematyczną siecią restauracji na świecie. Tigrett wykupił część należącą do Mortona i przejął oryginalną, londyńską restaurację razem z prawami do nazwy w większości świata włączając amerykańskie stany na wschód od Missisipi. Prawa do nazwy w stanach na zachód od Missisipi, Izraelu, Kolumbii i Australii pozostały dla Mortona.
Ostatecznie obydwaj sprzedali swoje udziały w HRC do [Rank Organisation].
W 1992 roku Tigrett, Dan Aykroyd i James Cafarelli założyli House of Blues Entertainment Inc (HOB). Wstępnym inwestorem był Harvard University i pierwsza restauracja HOB powstała w Cambridge, Massachusetts. Wkrótce w przedsięwzięcie zainwestował Disney i Andrew Filipowski. Głównym hasłem była „Jedność przez Różnorodność” a fundacja HOB przez muzykę oraz sztukę miała docierać do młodzieży miejskiej. Z powodu różnic poglądów Tigretta i pozostałych członków zarządu opuścił on spółkę w 1998 roku.
Tigrett jest wielbicielem Sathya Sai Baby oraz fundatorem szpitala w Puttaparthi.
W 1989 roku poślubił Maureen Cox Starkey, byłą żonę perkusisty Beatlesów Ringo Starra. 4 stycznia 1994 roku urodziła im się córka Augusta King Tigrett. Maureen zmarła na białaczkę w 1994 roku.